# 驕陽明駒
驕陽明駒（英語：Helios Express，來港前稱），是一匹在澳洲和香港出賽的賽駒，來港後練馬師是蔡約翰。

## 簡介
培育自西澳洲的「驕陽明駒」被原馬主於未足歲時放上網拍賣，於Inglis 2020 August（Early）Online Sale以10,000澳元成交，之後被運到澳洲維多利亞省由魏永昇訓練，曾於當地出賽一次，一出即勝。其後，「驕陽明駒」被運來香港服役，加盟蔡約翰馬房。
2023年6月4日，「驕陽明駒」於香港首次出賽。
2023年6月25日，「驕陽明駒」打開其在港的勝利之門。
2024年2月4日，布文策騎「驕陽明駒」勝出四歲馬經典賽事系列首關香港經典一哩賽。賽後，布文說道：「若我要有所挑剔的話，我認為牠沿途跑來可以更為收歛，但今賽早段步速較慢，形勢促使牠有此表現。縱然如此，牠已展現本身的非凡質素，當我將牠望空並指示牠加速時，大家都可看到馬兒交出強烈反應。能夠夥拍這匹佳駟上陣，令我十分雀躍。展望馬兒出戰1800米途程，我認為最重要的牠在陣上須較今仗更為放鬆地競跑。然而，我預期該賽或會有更多參賽馬列陣，這或可助牠做到這一點。」練馬師蔡約翰說道：「這是場步速相對偏慢的賽事，馬兒能夠適應較慢的賽事節奏，這對牠來說是件好事。牠成功克服了這一點，並且勝出賽事。牠與本地一眾同齡精英賽駒相比，實力看來確勝一籌，今仗牠的取勝姿態確具說服力。當然（增程方面）會有若干顧慮，皆因每場賽事形勢都可能大有不同。然而，好些佳駟無論如何，均能夠克服不同陣上形勢及跑法，而且一舉獲勝。牠須做到這一點，這就是牠下次出賽時要面對的挑戰。馬房有另一匹新星誕生確實令人感到興奮，同時令我鬆一口氣。你當然對此有所期待，希望這真的會發生。事前你不能假設馬房可以達成這個目標，但看到另一匹新星在同齡賽駒中成功冒起，我十分欣慰，希望牠未來在競賽生涯中可以繼續發光發亮。」
2024年3月3日，布文策騎「驕陽明駒」勝出四歲馬經典賽事系列次關香港經典盃。賽後，布文說道：「『驕陽明駒』早段跑來十分順暢，但當賽事步速起變化，在轉彎一段速度開始放慢時，馬兒看來未能完全應付，在此形勢下我們亦不能對牠太過苛求。若下仗（打吡大賽）牠沿途跑來較為順暢的話，馬兒當可交出應有的走勢及表現。此駒以較為平穩的步速最合發揮，對牠來說，步速毋須太快。與其他賽駒一樣，牠會受惠於平穩的步速，這不只是牠一駒，對同場其他戰馬來說這亦一樣。今日的賽事（香港經典盃）未必能夠反映打吡大賽的賽前形勢。這場賽事步速不快，最終兩駒在賽事末段單打獨鬥，結果我的坐騎拼搏至最後並成功奪冠，我對牠的演出感到自豪，因為大多賽駒未必能夠有如此傑出的表現。跑至最後七百米時，賽事的形勢令我感到有點憂慮，其時馬兒已有點控制不住，我並無其他選擇，只好順著賽事形勢發展，開始催策牠。」練馬師蔡約翰說道：「今仗整體步速不算太快，但牠末段仍能交出強勁走勢，馬兒能在關鍵時刻移出望空，並且追及放頭馬，當然這也帶點幸運成份。若賽事形勢有點不同，牠或可以更清脆俐落的姿態取勝，但牠已完成目標，這一點最為重要。我不知道他（布文）是否真的胸有成竹，但對任何騎師來說，要在此賽中爭勝並非易事，而他今仗的鞍上發揮確實出色。對每一匹參賽馬來說，隨著此系列踏入尾聲，賽事的難度將會進一步提高。此駒現時身強體健，近期操練時亦顯得狀態大勇，我們希望牠可以維持勇態，下仗再度交出同樣優異的表現。」
2024年3月24日，布文策騎「驕陽明駒」出戰四歲系列賽尾關香港打吡大賽，取得第八名。
2024年12月8日，布文策騎「驕陽明駒」出戰國際一級賽香港短途錦標，不敵「嘉應高昇」，取得第二名。
2025年1月19日，布文策騎「驕陽明駒」出戰國際一級賽百週年紀念短途盃，不敵「嘉應高昇」，取得第二名。
2025年4月27日，布文策騎「驕陽明駒」出戰國際一級賽主席短途獎，不敵「嘉應高昇」及日本代表「里見夢境」，取得第三名。
2025年5月31日，布文策騎「驕陽明駒」勝出國際三級賽沙田銀瓶。

## 同父馬
曾於香港服役出賽並曾勝出大賽的同父馬包括：
- 幸運快車：曾勝出第一班盃賽樂聲盃（2021）
- 多巴先生：曾勝出G3 柏加碟（英语：Frank Packer Plate）（2021）、G3 皇太后紀念盃（2022）、G3 百週年紀念銀瓶（2023）
- 維港智能：曾勝出G1 百週年紀念短途盃（2024）、第一班盃賽香港特區行政長官盃（2023）

## 在港勝出賽事全紀錄
| 比賽日期   | 賽事名稱             | 賽事班次 | 賽道 | 賽事路程 | 比賽馬場 | 名次 | 完成時間 | 騎師   |
| ---------- | -------------------- | -------- | ---- | -------- | -------- | ---- | -------- | ------ |
| 25/06/2023 | 青金石讓賽           | 第三班   | 草地 | 1200米   | 沙田馬場 | 1    | 1:08.66  | 潘頓   |
| 09/07/2023 | 陳南祿錦標（讓賽）   | 第三班   | 草地 | 1200米   | 沙田馬場 | 1    | 1:08.76  | 潘頓   |
| 19/11/2023 | 中銀香港資產管理讓賽 | 第二班   | 草地 | 1200米   | 沙田馬場 | 1    | 1:08.49  | 艾道拿 |
| 07/01/2024 | 蝴蝶讓賽             | 第二班   | 草地 | 1600米   | 沙田馬場 | 1    | 1:34.48  | 布文   |
| 04/02/2024 | 香港經典一哩賽       | 四歲馬   | 草地 | 1600米   | 沙田馬場 | 1    | 1:34.44  | 布文   |
| 03/03/2024 | 香港經典盃           | 四歲馬   | 草地 | 1800米   | 沙田馬場 | 1    | 1:47.73  | 布文   |
| 31/05/2025 | 沙田銀瓶（讓賽）     | G3       | 草地 | 1200米   | 沙田馬場 | 1    | 1:08.14  | 布文   |

## 在港一級賽出賽全紀錄
| 比賽日期   | 賽事名稱         | 賽事班次 | 賽道 | 賽事路程 | 比賽馬場 | 名次 | 完成時間 | 騎師 |
| ---------- | ---------------- | -------- | ---- | -------- | -------- | ---- | -------- | ---- |
| 08/12/2024 | 浪琴香港短途錦標 | G1       | 草地 | 1200米   | 沙田馬場 | 2    | 1:08.25  | 布文 |
| 19/01/2025 | 百週年紀念短途盃 | G1       | 草地 | 1200米   | 沙田馬場 | 2    | 1:07.73  | 布文 |
| 23/02/2025 | 女皇銀禧紀念盃   | G1       | 草地 | 1400米   | 沙田馬場 | 2    | 1:20.56  | 布文 |
| 27/04/2025 | 主席短途獎       | G1       | 草地 | 1200米   | 沙田馬場 | 3    | 1:08.26  | 布文 |

## 外部連結
- . 2024-02-04  [2024-02-04]. （原始内容存档于2024-02-06）.
- . 2024-03-03  [2024-03-03]. （原始内容存档于2024-03-05）.
- . 2025-05-31  [2025-05-31].